# مسیحیت در قرن چهارم
[[پرونده:Spread of Christianity to AD 600 - Atlas of World History.png|300px|بندانگشتی|{{زیرنویس نقشه|#1F63A7|
]]

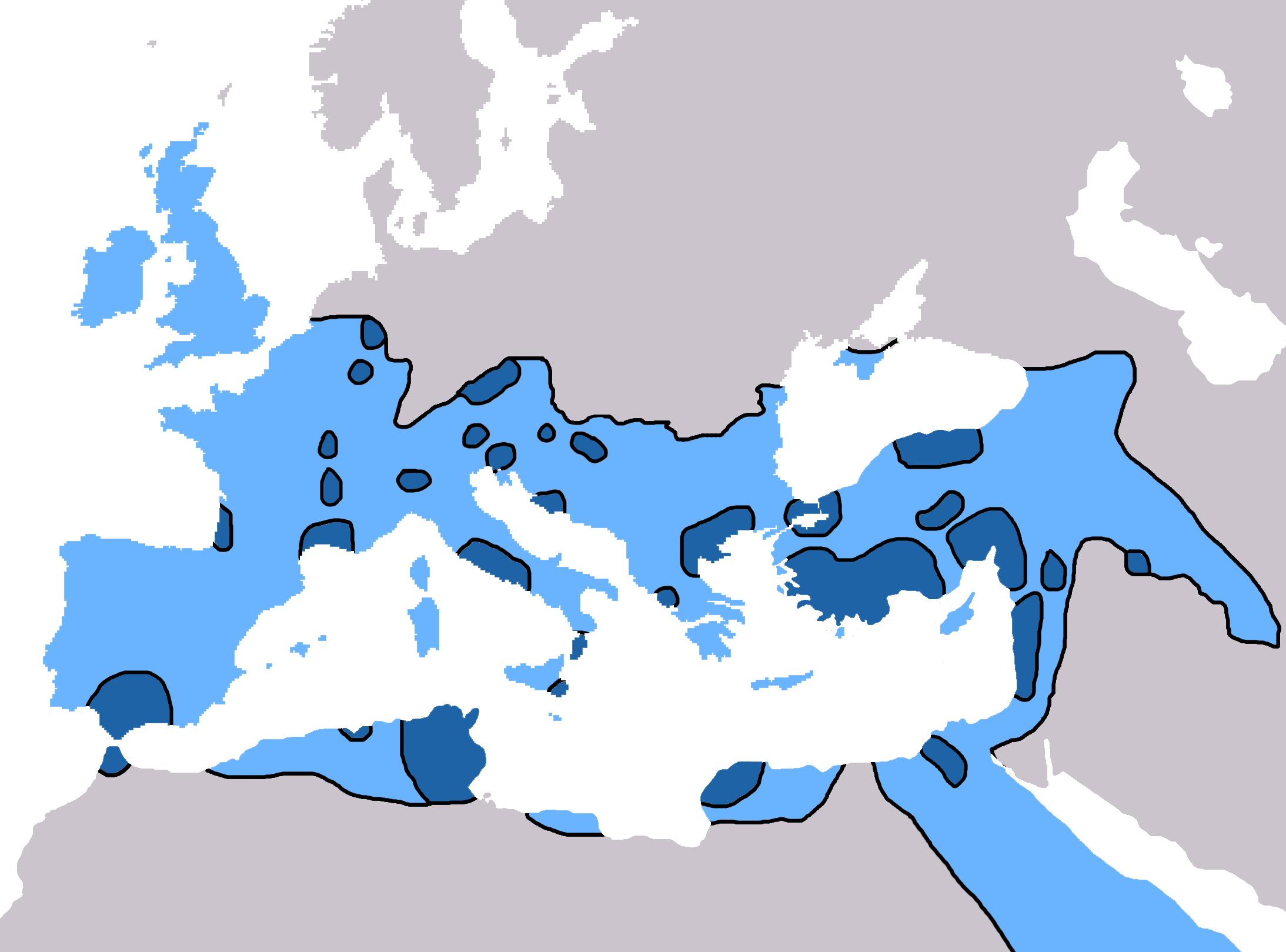
زیرنویس نقشه|#1F63A7|

مسیحیت در قرن چهارم (انگلیسی: Christianity in the 4th century) در مراحل اولیه خود رویدادهای گرویدن کنستانتین بزرگ به مسیحیت و اولین شورای نیقیه در سال ۳۲۵ که آغاز دوره هفت شورای جهانی اول (۳۲۵–۷۸۷) بود را شامل می‌شد. در مرحله آخر آن فرمان تسالونیکا بود که در سال ۳۸۰ و بر پایه اعتقادنامه نیقیه تصویب شد که اعلام مسیحیت به عنوان دین دولتی روم را در پی داشت.

## آزار و شکنجه مسیحیان
| فرقه                      | مراکز اولیه                                          |
| ------------------------- | ---------------------------------------------------- |
| امپراتوری روم اروپای غربی | رم، اسکندریه، قسطنطنیه                               |
| کلیسای مشرق               | سوریه (استان روم), شاهنشاهی ساسانی[۱]                |
| کلیسای ارتدکس مشرقی       | ارمنستان بزرگ، سوریه (استان روم), مصر (استان روم)[۲] |
| دوناتیسم                  | شمال آفریقا[۳]                                       |
| مسیحی‌شدن مردمان ژرمن      | گوت‌ها[۴]                                             |
طبق برخی برآوردها، مسیحیان تقریباً ۱۰٪ از جمعیت روم را در سال ۳۰۰ میلادی تشکیل می‌دادند. امپراتور روم دیوکلتیان آزار و اذیت دیوکلتیانی را علیه مسیحیان راه اندازی کرد. این آزار و اذیت در سال ۳۱۱ با مرگ دیوکلتیان پایان یافت و در نهایت باعث توقف رشد دین نشد. مسیحیان قبلاً تا حد تأسیس مطران (اسقف شهر اصلی) سازماندهی شده بودند. در سال ۳۰۱ ارمنستان بزرگ اولین ملتی شد که کلیسای حواری ارمنی را برگزید. رومیان نیز در سال ۳۸۰ از این روش پیروی کردند.

## امپراتوری روم

### در زمان گالریوس
در آوریل ۳۱۱، گالریوس، که قبلاً یکی از چهره‌های برجسته در آزار و شکنجه بود، با صدور فرمان سردیکا اجازه اجرای دین مسیحی را تحت حکومت خود داد. از سال ۳۱۳ تا ۳۸۰، مسیحیت از جایگاه یک دین قانونی در امپراتوری روم برخوردار بود. مسیحیت تنها مذهب قانونی دولتی نشده بود، اگرچه به تدریج در جامعه روم شهرت و جایگاهی پیدا کرد. پس از توقف آزار و اذیت مسیحیان، گالریوس ۲ سال دیگر سلطنت کرد. پس از آن امپراتوری با گرایش‌های «طرفدار» مسیحیت، کنستانتین بزرگ، جانشین او شد.

### کنستانتین بزرگ
در منابع مسیحی آمده‌است که کنستانتین در سال ۳۱۲ در نبرد پل میلوین واقعه ای شگرف را تجربه کرد و پس از آن کنستانتین ادعای امپراتوری در غرب را کرد. بر اساس این منابع(تاریخ)، کنستانتین(وقتی)قبل از جنگ به خورشید(آسمان)نگاه می کرد (هاله ای ) از صلیبی از نور را بالای آن با کلمات یونانی:  "EN ΤΟΥΤΩ ΝΙΚΑ" دید.(«به این وسیله، فتح کن!» , که اغلب در لاتین شما با این علامت پیروز خواهید شد ترجمه می‌شود.) کنستانتین به سربازان خود دستور داد که سپرهای خود را با نماد مسیحی (کای-رو) مزین کنند و پس از آن پیروز شدند.<ref. > رجوع کنید به یوسبیوس، «زندگی کنستانتین»</ref> تشخیص اینکه کنستانتین در این مرحله در واقع چقدر مسیحیت را پذیرفته بود، دشوار است. اکثر افراد با نفوذ در امپراتوری، به ویژه مقامات عالی نظامی، هنوز پیگن (غیر یهودی و مسیحی) بودند، و حکومت کنستانتین حداقل تمایلی برای مماشات با این جناح‌ها نشان می‌داد.

### گرویدن به مسیحیت
به قدرت رسیدن کنستانتین نقطه عطفی برای کلیسای مسیحی بود. در سال ۳۱۳، کنستانتین فرمان میلان را صادر کرد که در آن تساهل مسیحیان را تأیید کرد. پس از آن، او از کلیسا حمایت مالی کرد، کلیساهای مختلف ساخت، امتیازاتی (مثلاً معافیت از برخی مالیات‌ها) به روحانیون اعطا کرد، مسیحیان را به مناصب عالی‌رتبه ارتقا داد، و اموال مصادره شده در دوران سلطنت دیوکلتیان را بازگرداند. کنستانتین در اوایل سلطنت خود از نمادهای مسیحی استفاده می‌کرد، اما همچنان اعمال مذهبی سنتی رومی از جمله اعمال در ارتباط با سول اینویکتوس را نیز تشویق می‌کرد. بین سال‌های ۳۲۴ و ۳۳۰، او پایتخت امپراتوری جدیدی در بیزانس در تنگه بسفر بنا کرد (این شهر به نام او نامگذاری شد: قسطنطنیه). برخلاف رُم «قدیمی»)، و هیچ معابد پیگنی نداشت. در سال ۳۳۰ قسطنطنیه را به عنوان پایتخت جدید امپراتوری روم تأسیس کرد. شهر به تدریج به عنوان مرکز جهان مسیحیت در نظر گرفته شد.
جوزف برایانت، جامعه‌شناس، اظهار می‌دارد که در زمان کنستانتین، نمود مسیحیت که از قرن اول داشت، به عنوان یک «فرقه مسیحی حاشیه‌ای، تحت آزار و اذیت و مورد نفرت عموم» تغییر کرده بود و به کلیسایی کاملاً نهادینه شده «قادر به پذیرش کل امپراتوری روم» تبدیل شده بود: ۳۰۴  بدون این تحول که پیتر براون «تغییر و تبدیل مسیحیت» مطابق با فرهنگ و آرمان‌های جهان روم خوانده‌است، براون می‌گوید کنستانتین هرگز دین خود را تغییر نمی‌داد.
در پایان قرن دوم مسیحیت به‌طور پیوسته در حال گسترش بود و اعضای آن از نظر اجتماعی در حال افزایش بود. کلیسا به‌طور فزاینده ای در حال نهادینه شدن بود و شواهدی از فرسایش اخلاقی و کاهش تعهد در میان اعضای در حال گسترش آن وجود دارد.: ۳۱۳  برایانت توضیح می‌دهد که، "اصل حاکم بر [فرقه] در قداست شخصی اعضای خود است».: ۳۲۰  از سوی دیگر، کلیسا سازمانی است که در آن تقدس در نهاد به جای تقدس فردی وجود دارد.: ۳۰۶  برای تبدیل شدن به یک کلیسا، "مسیحیت باید بر بیگانگی خود از "جهان" غلبه می‌کرد و آزار و شکنجه را با موفقیت تحمل می‌کرد، بپذیرید که این سختی‌ها را را بپذیرید. مسیحیت دیگر یک «کلزیا پورا» (فرقه ای متشکل از مقدسین و برگزیدگان) نبود، بلکه در عوض یک «کورپوس پرمیکستوم»، یک کلیسای «کاتولیک» بود که برای تغییر دین دسته جمعی تدارک دیده شده بود و به‌طور نهادی دارای قدرت گسترده‌ای در امر مقدس فیض و رستگاری» بود.: ۳۱۷–۳۲۰  برایانت توضیح می‌دهد که "زمانی که افراد درون یک فرقه تشخیص دهند که "روح" در پیکره فرقه، "مقدسی و پاکی"خود را از دست داده‌است. معمولاً خود را مجبور می‌بینند - چه از طریق محکومیت یا اجبار - عقب‌نشینی کرده و ضد کلیسای خود را که متشکل از «بقایای جمع‌آوری‌شده» برگزیدگان خدا است، تأسیس کنند».: ۳۱۷  به گفته برایانت، این موضوع همه شکاف‌ها و فرقه فرقه شدن در ۳۰۰ سال اول مسیحیت از جمله مونتانیست‌ها، شکاف ایجاد شده توسط هیپولیتس رم در سال ۲۱۸ تحت حکومت کالیکتوس یکم، شکاف‌های ملیتی، و انشقاق دوناتیست‌ها را توصیف می‌کند.
برایانت شکاف دوناتیست‌ها را نقطه اوج پویایی این فرقه می‌داند. اسقف سیپریان (۲۱۰–۲۵۸) در طول انشقاق ملیتیانی و آغاز تقسیم‌بندی دوناتیست‌ها، احساس می‌کرد که مجبور شده بود «در جریان مبارزه ناامیدانه خود برای حفظ کلیسای کاتولیک، یکی پس از دیگری امتیازات سهل‌انگارانه اعطا کند»، امپراتوران روم همیشه رهبران مذهبی بوده‌اند، اما کنستانتین سابقه ای برای موقعیت امپراتور مسیحی در کلیسا ایجاد کرد. این امپراتوران خود را در برابر خداوند مسئول سلامت معنوی رعایا می‌دانستند و از این رو وظیفه داشتند که ارتدکس را حفظ کنند. امپراتور اطمینان حاصل کرد که خدا در امپراتوری خود به درستی پرستش می‌شود. امپراتور دکترین را تعیین نکرد - این مسئولیت اسقف‌ها بود - بلکه نقش او اجرای دکترین، ریشه‌کن کردن بدعت‌ها و حمایت از وحدت کلیسایی بود. کنستانتین انجام بیش از یک تحقیق را در مورد مسائل دوناتیست‌ها فرمان داده بود و همه آنها در حمایت از آرمان کاتولیک حکم می‌کردند، با این حال دوناتیست‌ها از تسلیم شدن به قدرت امپراتوری یا کلیسایی خودداری کردند.: ۳۳۲  برای یک امپراتور روم، این دلیل کافی برای اقدام بود. براون می‌گوید که مقامات رومی در «بیرون راندن» یک فرقه کلیسای مسیحی که آنها را تهدیدی برای امپراتوری می‌دانستند تردیدی از خود نشان ندادند و کنستانتین و جانشینان او نیز به همین دلایل همین کار را کردند.: ۷۴ 
در سال ۳۲۵ کنستانتین خواستار اولین شورای نیقیه شد، که در واقع اولین شورای سراسری مسیحیت (شورای اورشلیم اولین شورای ثبت شده مسیحی بود، اما به ندرت آن را «کلیسایی» می‌دانستند) بود و بیشتر به بدعت آریانیسم می‌پردازد، اما اعتقادنامه نیقیه را نیز صادر کرد که از جمله اعتقاد به «کلیسای حواری کاتولیک یکتا»، که آغاز جهان مسیحیت بود. اسقف جان کی تغییر دین کنستانتین و شورای نیقیه را به عنوان دو مورد از مهم‌ترین اتفاقاتی که برای کلیسای مسیحی رخ داده‌است، توصیف می‌کند.: ۱ 

### کنستانسیوس دوم
پسران کنستانتین در سال ۳۴۱ قربانی‌های مذهبی دولتی پیگن‌ها را ممنوع کردند اما معابد آنان را نبستند. اگرچه دستور بسته شدن همه معابد دولتی روم در همه شهرها در سال ۳۵۶ صادر شد، شواهدی وجود دارد که نشان می‌دهد قربانی‌های سنتی ادامه داشت. هنگامی که گراتیان سمت و عنوان پونتیفکس ماکسیموس (رهبر دین سنتی رومی) را رد کرد، عمل او به دلیل اقتدار این مقام و روابط درون دولت، عملاً به مذهب دولتی روم پایان داد اما نه به اعمال مذهبی خصوصی، و در نتیجه معابد بازماندند.
با این حال، وحدت کامل مسیحیت وجود نداشت، و کنستانتیوس دوم آریانی بود که اسقف‌های آریان را در دربار خود نگاه داشت و آنها را در مقامات مختلف منصوب کرد و اسقف‌های ارتدکس را اخراج کرد.

### ژولیان مرتد
جانشین کنستانتیوس، ژولیان، که در دنیای مسیحیت به نام «ژولیان مرتد» شناخته می‌شود، فیلسوفی بود که به محض امپراتور شدن، مسیحیت را کنار گذاشت و شکلی عرفانی و پیگنی را پذیرفت که نظام مسیحی را شوکه کرد. در حالی که در واقع مسیحیت را غیرقانونی نمی‌دانست، او قصد داشت اعتبار عقاید و اعمال قدیمی پیگنی را دوباره برقرار کند. او این اعمال را به گونه ای تغییر داد که شبیه سنت‌های مسیحی مانند ساختار اسقفی و خیریه عمومی (که تاکنون در پیگن رومی ناشناخته بود) باشد. ژولیان بیشتر امتیازات و اعتباری را که قبلاً به کلیسای مسیحی داده شده بود، حذف کرد. اصلاحات او با بازگشایی معابد پیگن، پذیرش اسقف‌های مسیحی که قبلاً به عنوان بدعت‌گذار تبعید شده بودند، ترویج یهودیت و بازگرداندن زمین‌های کلیسا به صاحبان قبلی و اصلی آنها، سعی در ایجاد نوعی ناهمگونی مذهبی داشت. با این حال، سلطنت کوتاه ژولیان با مرگ او در حین لشکرکشی‌های او به شاهنشاهی ساسانی پایان یافت. مسیحیت در دوران سلطنت جانشینان ژولیان، ژوویان، والنتینیان یکم و والنس (آخرین امپراتور مسیحی شرقی آریانیسم) مسلط شد.

### مسیحیت نیقیه دین دولتی امپراتوری روم می‌شود
در طول قرن چهارم، پیکره مسیحیت درگیر بحث‌هایی پیرامون ارتدکس شد، یعنی اینکه کدام آموزه‌های دینی صحیح هستند. در اوایل قرن چهارم، گروهی در آفریقای شمالی، که بعداً دوناتیسم نامیده شد، که به تفسیری بسیار سفت و سخت از مسیحیت اعتقاد داشتند که بسیاری از کسانی را که در طول آزار و اذیت دیوکلتیانی این ایمان را ترک کرده بودند، کنار گذاشتند. بحرانی را در امپراتوری غربی ایجاد کرد. سینود یا شورایی در رم در ۳۱۳  و سپس کنگره آرل در سال ۳۱۴، توسط کنستانتین بزرگ در حالی که هنوز حکومت چهارسالاری برقرار بود،  تشکیل شد. شوراها حکم دادند که ایمان دوناتیست بدعت است، و هنگامی که دوناتیست‌ها از انصراف خودداری کردند، کنستانتین اولین کارزار آزار و اذیت مسیحیان را علیه مسیحیان به راه انداخت. این تنها آغاز دخالت امپراتوری در الهیات مسیحی بود.
علمای مسیحی در داخل امپراتوری به‌طور فزاینده‌ای درگیر بحث‌هایی دربارهٔ مسیح‌شناسی بودند. نظرها گسترده بود از اعتقاد به اینکه عیسی کاملاً فانی است تا اعتقاد به اینکه او یک جسمیت یافتن از خدا است که شکل انسانی به خود گرفته‌است. پیگیرترین بحث  بین دیدگاه [هم‌گوهری] (پدر و پسر یکی و ابدی هستند) و دیدگاه [آریانیسم] (پدر و پسر جدا هستند، اما هر دو الهی) بود. این مناقشه منجر به دعوت کنستانتین به اولین شورای نیقیه در سال ۳۲۵ شد.
بحث‌های مسیح‌شناختی در سراسر قرن چهارم با حکومت امپراتورها درگیر شد و هرچه بیشتر با کلیسا و تقسیم کلیسا گسترش پیدا کرد. اولین شورای نیقیه در سال ۳۲۵ از دیدگاه آتاناسیوس اسکندریه حمایت کرد. شورای ریمینی در سال ۳۵۹ از دیدگاه آریان حمایت کرد. شورای قسطنطنیه در سال ۳۶۰ از مصالحه ای حمایت کرد که هر دو دیدگاه را مجاز می‌دانست. اولین شورای قسطنطنیه دیدگاه آتاناسیوس اسکندریه را مجدداً تأیید کرد و دیدگاه آریان را رد کرد. امپراتور کنستانتین دارای نظرات متفاوتی بود، اما تا حد زیادی از جناح آتاناسیوس اسکندریه حمایت کرد (اگرچه او در بستر مرگ توسط اسقف آریان یوسبیوس نیکومدیا غسل تعمید داده شد). جانشین او کنستانتیوس دوم از موضع نیمه آریانی حمایت کرد. امپراتور ژولیان طرفدار بازگشت دین سنتی رومی/یونانی بود، اما این روند به سرعت توسط جانشین او ژوویان که از حامیان جناح آتاناسیوس اسکندریه بود، خنثی شد.
در سال ۳۸۰ امپراتور تئودئوس یکم فرمان تسالونیکا را صادر کرد که مسیحیت را به عنوان دین رسمی، به ویژه ایمانی که توسط اولین شورای نیقیه در سال ۳۲۵ شکل گرفت، صادر کرد: تئودئوس یکم در سال ۳۸۱ شورای قسطنطنیه را برای اصلاح بیشتر تعریف ارتدکس فراخواند. در سال ۳۹۱ تئودوسیوس تمام معابد پیگن‌ها (غیر مسیحی و غیر یهودی) را بست و رسماً عبادت پیگن‌ها را ممنوع کرد. این کلیساهای دولتی را می‌توان به‌طور مؤثر بخشی از دولت روم دانست. تمام فرقه‌های مسیحی دیگر به صراحت بدعت دینی و غیرقانونی اعلام شدند. در سال ۳۸۵، اولین مجازات اعدام یک بدعت‌گذار در پریسیلیان اجرا شد.

### مسیحیت خارج از امپراتوری روم
کلیساهای سلسله اشکانی ارمنستان، گرجی و کلیسای ارتدکس توحیدی اتیوپی تنها نمونه‌های تحمیل مسیحیت توسط حاکمان مستقل پیش از شورای نیقیه هستند. تغییر دین در میان جمعیت یونانی-رومی-سلتی در طول قرن‌ها اتفاق افتاد این تبدیل ابتدا عمدتاً در میان جمعیت شهری آن و تنها در قرون بعدی به جمعیت روستایی گسترش یافت. در نتیجه، در حالی که نوکیشان اولیه در میان جمعیت یهودیت یافت شدند سپس توسعه کلیسای ارتدکس به عنوان جنبه ای از جامعه دولتی از طریق ادغام دین دولتی به اخلاق مسیحیت رخ داد و تنها پس از آن بود که تبدیل دینی جمعیت زیاد روستایی انجام گرفت.
مهاجرت ژرمن‌ها در قرن پنجم با نابودی پادشاهی‌های گوتیک توسط هون در ۳۷۲–۳۷۵ آغاز شد.

### شهدای پرشیا در زمان شاپور دوم
آزار و شکنجه بزرگ در حدود سال ۳۴۰ بر مسیحیان ایران وارد شد. اگرچه انگیزه‌های مذهبی هرگز بی‌ربط نبودند، اما علت اصلی آزار و شکنجه سیاسی بود. هنگامی که روم مسیحی شد، دشمن قدیمی آن به ضد مسیحیت تبدیل شد.
در سه قرن اول پس از میلاد مسیح، در غرب بود که مسیحیان مورد آزار و اذیت قرار گرفتند. اشکانیان از نظر مذهبی برای آزار و شکنجه بسیار بردبار بودند و جانشینان آنها بر تاج و تخت، ساسانیان کمتر بردبار و بیش از حد مشغول جنگ با روم بودند، بنابراین امپراتوران ایرانی تمایل داشتند که در سه قرن اولیه مسیحیان را دوستان ایران بدانند.
در حدود سال ۳۱۵ بود که نامه‌ای نابخردانه از امپراتور مسیحی کنستانتین به همتای ایرانی خود شاپور دوم احتمالاً آغازگر تغییر شومی در نگرش ایرانیان نسبت به مسیحیان بود. کنستانتین معتقد بود که برای کمک به هم ایمانانش در ایران می‌نویسد اما فقط در افشای آنها موفق شد. او به شاه جوان نوشت:
""""""از شنیدن اینکه عادلانه‌ترین استان‌های پرشیا به… مسیحیان آراسته شده‌اند خوشحالم… از آنجایی که شما بسیار قدرتمند و پرهیزکار هستید، آنها را به مراقبت شما می‌سپارم و آنها را در پناه خود می‌سپارم"".
کافی بود که هر حاکم ایرانی مشروط به جنگ ۳۰۰ ساله با روم به ظهور ستون پنجم مشکوک شود. هر گونه شک و تردیدی باید برطرف شود که حدود بیست سال بعد کنستانتین شروع به جمع‌آوری نیروهای خود برای جنگ در شرق کرد. یوسبیوس گزارش می‌دهد که اسقف‌های رومی آماده بودند تا با امپراتور خود همراهی کنند تا «با او و برای او با دعا به خدایی که همه پیروزی‌ها به دست می‌آید» نبرد کنند». واعظ مسیحی فرهاد، بر اساس خواندن پیشگویی عهد عتیق، بی پروا پیش‌بینی کرد که «روم ایران را شکست خواهد داد».
هنگامی که اندکی پس از آن آزار و شکنجه‌ها آغاز شد، اولین اتهامی که علیه مسیحیان مطرح شد این بود که آنها به دشمن رومی کمک می‌کردند. پاسخ شاه شاپور دوم دستور وضع مالیات مضاعف بر مسیحیان و مسئول دانستن اسقف برای اخذ آن بود. او می‌دانست که آنها فقیر هستند و اسقف برای یافتن پول به سختی کار می‌کند. «اسقف شمعون» از ترساندن مسیحیان خودداری کرد. او این مالیات را ناعادلانه خواند و اعلام کرد: «من باجگیر نیستم، بلکه شبان گله خداوند هستم.»
فرمان دوم دستور تخریب کلیساها و اعدام روحانیونی را صادر کرد که از شرکت در عبادت ملی سرباز زدند. اسقف شمعون را گرفتند و نزد شاه آوردند و هدایایی برای سجده نمادین در برابر خورشید به او تقدیم کردند و چون نپذیرفت با حیله‌گری او را وسوسه کردند که اگر به تنهایی مرتد شود به مردمش آسیبی نمی‌رسد، اما اگر او نپذیرد نه تنها رهبران کلیسا بلکه همه مسیحیان را محکوم به نابودی خواهد کرد. در آن هنگام، مسیحیان قیام کردند و از پذیرش چنین رهایی به عنوان امری شرم‌آور خودداری کردند. در سال ۳۴۴، شمعون به همراه تعداد زیادی از روحانیون مسیحی به خارج از شهر شوش هدایت شد. پنج اسقف و یکصد کشیش را در مقابل چشمانش سر بریدند و سرانجام او را به قتل رساندند.
مدتی قبل از مرگ شاپور دوم در سال ۳۷۹، از شدت آزار و اذیت کاسته شد. سنت آن را «آزار و شکنجه چهل ساله» می‌نامد که از ۳۳۹ تا ۳۷۹ ادامه داشت و تنها با مرگ شاپور دوم پایان یافت. براساس منابع کلیسایی سریانی، مسیحیان در زمان حکومت شاپور دوم به مدت چهل سال. تحت پیگرد دینی سازمان یافته‌ای قرارگرفتند. نویسندگان این منابع، عمدتاً متعصبانی مسیحی بودند که حتی تحمل فرقه‌های دیگر رقیب خود در مسیحیت را نیز نداشتند. این نویسندگان طبیعتاً به دین زرتشتی که دین رسمی و مسلط شاهنشاهی ساسانی بود، رویکردی منفی داشتند و مبالغه و اغراق، بخشی جدایی‌ناپذیر از گزارش‌های آنها بود.